# 16034 Prechoudhary
A 16034 Prechoudhary (ideiglenes jelöléssel (16034) 1999 FW32) a Naprendszer kisbolygóövében található aszteroida. A LINEAR projekt keretében fedezték fel 1999. március 24-én.